# Metrosideros rugosa
Metrosideros rugosa är en myrtenväxtart som beskrevs av Asa Gray. Metrosideros rugosa ingår i släktet Metrosideros och familjen myrtenväxter. Inga underarter finns listade i Catalogue of Life.